# Al-Hàfidh (fatimita)
Abu-l-Maymun Abd-al-Majid ibn Muhàmmad ibn al-Mustànṣir al-Hàfidh li-din-Al·lah (àrab: أبو الميمون عبد المجيد بن محمد بن المستنصر الحافظ لدين الله, Abū l-Maymūn ʿAbd al-Majīd ibn Muḥammad ibn al-Mustànṣir al-Ḫāfiẓ li-dīn Allāh), més conegut pel seu làqab al-Hàfidh (Ascaló, entre 1073 i 1076 - el Caire, 1150), califa fatimita al Caire (1131-1149).
El 1130 dos caps militars, Hazarmard i Barghash, el van cridar per exercir la regència, després de l'assassinat del seu cosí al-Àmir (1101–1130), que no havia deixat hereus mascles, però la reina Djiha estava en estat. Va acceptar el càrrec però això va provocar l'hostilitat de'Abu Ali Ahmad ibn al-Afdal, conegut com a Kutayfat, fill de l'anterior ministre al-Afdal (assassinat per orde d'al-Amir el 1121). El mateix dia que Abu l-Maymun Abd al-Madjid fou proclamat regent, Kutayfat va donar un cop d'estat amb el suport de Barghash que havia estat eliminat del visiriat i havia canviat de bàndol. Hazarmard fou derrotat i Abu l-Maymun empresonat. Kutayfat va confiscar els tresors de palau i es va declarar lloctinent de l'imam esperat pels xiïtes duodecimans; la doctrina ismaïlita fou substituïda per la dels duodecimans; els ismaïlites es van organitzar i al cap d'un any, el 8 de desembre de 1131, van fer una contrarevolució amb el suport dels joves partidaris d'al-Amir, coneguts com els Amiriyya, dirigits pel camarlenc armeni Yanis. Kutayfat fou assassinat i Abu l-Maymun alliberat i retornat a la regència, però finalment al cap de pocs mesos un decret (sidjill) el va proclamar definitivament califa amb el títol d'al-Hafiz li-din Allah.
Durant el seu regnat que va durar del 1132 al 1149, va intentar fer-se reconèixer com imam, i va voler explicar la seva pujada al tron, ja que fins aleshores sempre havia estat de pare a fill, però al·legava que el seu cosí l'havia designat hereu, com també Mahoma havia nomenat al seu cosí Alí ibn Abi-Tàlib, i que també havia estat previst que seria hereu per decisió del seu avi al-Mustànsir (1035–1094) que havia designat al pare d'al-Hàfidh, Abu-l-Qàssim, com a hereu tot i que no hi tenia dret. També va dir que el fill nascut de la reina Djiha fou una femella.
Quan Yanis, al que va nomenar visir, va esdevenir massa poderós i havia format un regiment privat anomenat els Yanisiyya, el va fer enverinar (1131) i segurament fou llavors que va formar una guàrdia pretoriana anomenada els Hafiziyya.
Va designar hereu presumpte al seu fill Sulayman i el va nomenar visir; però Sulayman va morir al cap de dos mesos de ser nomenat i llavors va ocupar el seu lloc un altre fill, Haydara. Un tercer germà de nom al-Hasan, descontent, va donar un cop d'estat, va matar diversos caps militars i va formar un cos militar privat conegut com els Sibyan al-zarad (el joves escuders), assolint de facto el poder; però l'exèrcit no li va donar suport i forces militars es van presentar a palau demanant el cap d'al-Hasan; llavors al-Hafiz va fer enverinar al seu fill per mitjà del seu metge jueu. El càrrec de visir va passar aleshores a un armeni cristià de nom Bahram, que va formar un exèrcit amb armenis d'uns 20.000 homes, i no va tardar a provocar una revolta entre els musulmans; el califa va llençar llavors contra Bahram al governador d'Ascaló, Ridwan ibn Walakhashi, que havia estat desterrat per Bahram a Ascaló, però aquest el va enviar a la prefectura d'al-Gharbiyya. La població egípcia donava suport a Ridwan que com a governador d'Ascaló havia impedit l'entrada de l'exèrcit dels armenis a Egipte. Fort d'aquest suport va reunir forces a les que es van afegir els beduïns i va expulsar Bahram del Caire; Bahram va poder sortir del país amb un salva conducte del califa, mercès a la intervenció de Roger II de Sicília. Ridwan va esdevenir visir.
Ridwan va agafar tot el poder a les seves mans i tanmateix va prendre el títol de malik (rei). El visir era sunnita, o sigui contrari a la religió oficial, i va voler deposar el califa, però fou assassinat en l'intent (1147). El califa ja no va nomenar més visirs encara que els conflictes no es van aturar.
Va morir de malaltia la nit del 8 al 9 d'octubre de 1149. El va succeir el seu fill Abu-Muhàmmad Ismaïl ibn al-Hàfidh adh-Dhàfir li-din-Al·lah (Adh-Dhàfir) (1149–1154).